# Бурмейстер, Вернер
Вернер Бурмейстер (26 июня 1895, Шверин — 30 ноября 1945, Гамбург) — немецкий историк искусства, специалист по кирпичной готике, приват-доцент; возглавлял кафедру истории искусства в Гамбургском университете; член НСДАП (с 1937).

## Биография
Вернер Бурмейстер родился 26 июня 1895 года в Шверине в семье купца Генриха Бурмейстера и его жены Софи (в девичестве, Карштадт; род. 1859, Гревесмюлен), являвшейся сестрой и первоначальной совладелицей известного универмага «Karstadt Warenhaus GmbH». Вернер окончил среднюю школу «Fridericianum Schwerin», после чего получал высшее образование в нескольких университетах. В 1923 году он, под руководством Макса Хауттмана (1888—1926), написал и защитил диссертацию о монументальной живописи в Мекленбурге — став кандидатом наук в Ростокском университете. Затем Бурмейстер перешел в Гамбургский университет, где в 1931 году защитил докторскую диссертацию на тему «Северонемецкая средневековая кирпичная готика и ее отношение к западноевропейской» (Die norddeutsche mittelalterliche Backsteinkunst und ihre Beziehungen zu Westeuropa).
В 1933 года Бурмейстер стал членом штурмовых отрядов (СА), а с 1937 года он состоял в НСДАП. 11 ноября 1933 года он был среди более 900 ученых и преподавателей немецких университетов и вузов, подписавших «Заявление профессоров о поддержке Адольфа Гитлера и национал-социалистического государства». После прихода к власти национал-социалистов, Вернер Бурмейстер некоторое время состоял приват-доцентом, возглавляя кафедру истории искусства в университете Гамбурга, которая — благодаря работам Эрвина Панофского и Аби Варбурга — стала известна за пределами Германии в области иконологии. В качестве руководителя кафедры, которую Бурмейстер пытался направить строго в национал-социалистическом духе, он остро конфликтовал с Людвигом Генрихом Гейденрайхом (Ludwig Heinrich Heydenreich, 1903—1978), который пытался продолжить иконологическую традицию.
В 1940 году Вернер Бурмейстер был призван в Вермахт, где служил в звании капитана. Его преемником в качестве главы кафедры стал Хуберт Шрейд, который уже в 1941 году перешел в Страсбургский университет. Бурмейстер получил приглашение стать профессором в Кенигсберге, которое не смог принять. Вернер Бурмейстер скончался 30 ноября 1945 года в Гамбурге при неизвестных обстоятельствах.

## Память
В 2003 году в Висмаре, за свои работы в области кирпичной готики, Вернер Бурмейстер был удостоен памятной таблички.

## Работы
- Die Wandmalerei in Mecklenburg bis 1400. (Dissertation). Veröffentlicht von: Verein für mecklenburgische Geschichte und Altertumskunde e. V., Schwerin, 1925.
- Mecklenburg (Deutsche Lande — Deutsche Kunst), aufgenommen von der Staatlichen Bildstelle, beschrieben von Werner Burmeister, 64 S. Text, 135 Bilder, Deutscher Kunstverlag, Berlin, 1926.
- Wismar (Deutsche Lande — Deutsche Kunst). Aufnahmen Staatliche Bildstelle. 36 S. Text, 47 Bilder, 1926.
- Dom und Neumünster zu Würzburg., August Hopfner Verlag, Magdeburg, 1928.
- Norddeutsche Backsteindome., Deutscher Kunstverlag, Berlin, 1930.
- Die westfälischen Dome Paderborn, Soest, Osnabrück, Minden und Münster. Aufnahmen von Walter Hege. 68 S. Text, 80 Bilder, Deutscher Kunstverlag, Berlin, 1936.